# Bulwers stormvogel
Bulwers stormvogel (Bulweria bulwerii) is een vogel uit de familie van de stormvogels en pijlstormvogels (Procellariidae). Deze vogel is genoemd naar de Engelse natuuronderzoeker James Bulwer (1794-1879), die een exemplaar van deze soort had verzameld op Madeira.

## Kenmerken
Deze vrij kleine, sierlijke, donker stormvogel kan een lengte bereiken van 25 tot 29 cm. De korte, zware snavel heeft een scherpe snede. Zijn relatief lange vleugels (spanwijdte 67 tot 73 cm) zijn uitermate geschikt voor zeilvluchten. Hij kan verward worden met de grauwe pijlstormvogel, maar hij is veel kleiner en hij heeft een relatief lange, afgeronde staart.

## Leefwijze
Zijn voedsel bestaat voornamelijk uit inktvissen en kleine vissen.

## Verspreiding en leefgebied
Deze soort komt voor in tropische oceanen, zoals de Grote-, Indische- of Atlantische Oceaan. Hij broedt in kolonies op eilanden in het noorden van de Atlantische Oceaan, meer bepaald in Kaapverdië, de Azoren, Madeira en de Canarische Eilanden onder beschutting van rotsen en struiken. Het is een zeldzame dwaalgast in West-Europa.

## Status
De grootte van de populatie wordt geschat op 500.000 tot 1 miljoen individuen en deze aantallen blijven stabiel. Bovendien heeft de Bulwers stormvogel een groot verspreidingsgebied en daardoor is de kans op uitsterven uiterst gering. Om deze redenen staat deze stormvogel als niet bedreigd op de Rode Lijst van de IUCN.